# حاسوب مقبسي

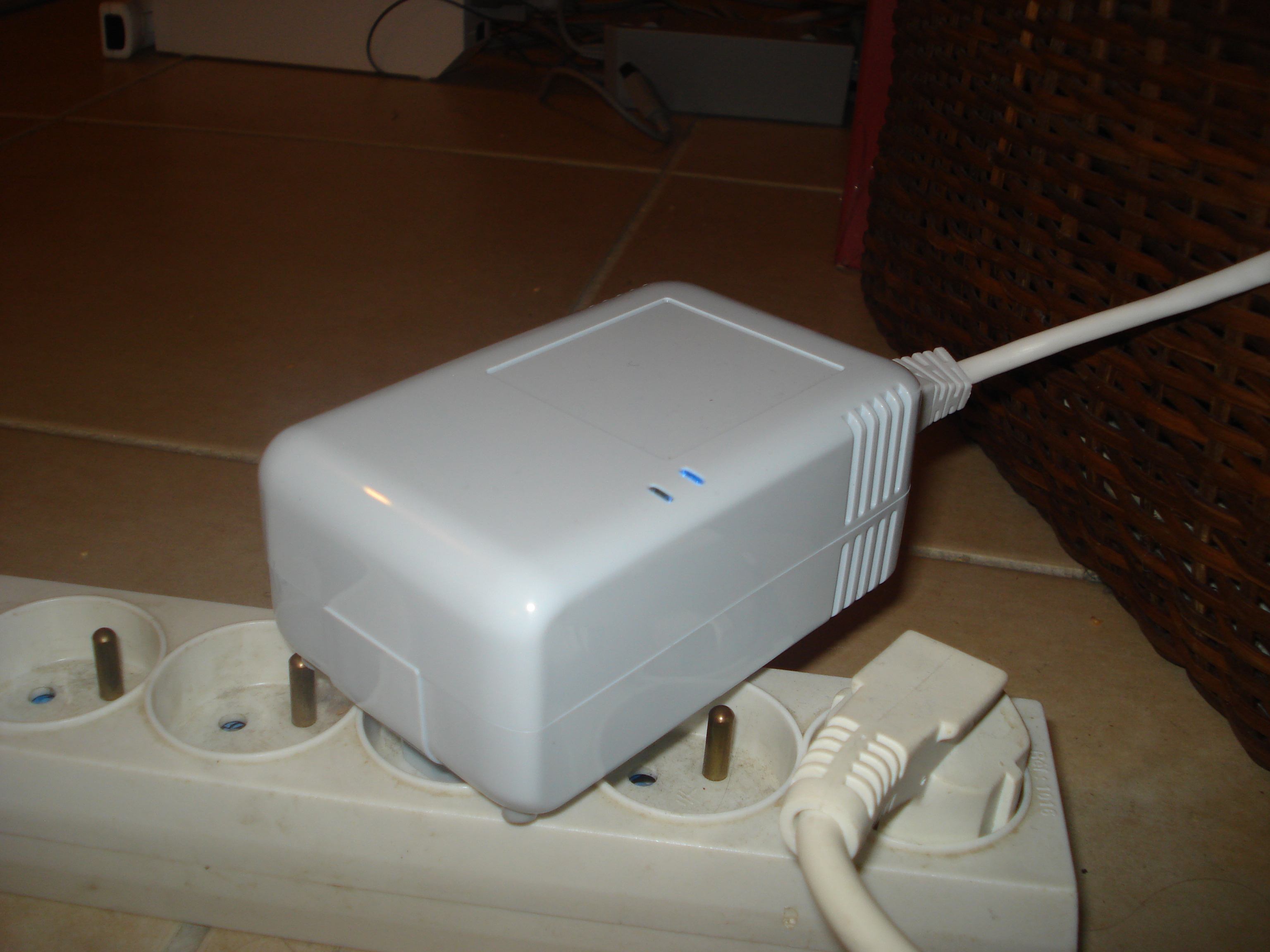
حاسوب توصيل طراز شيفا بلج من مجموعة مارفل للتكنولوجيا أثناء التشغيل

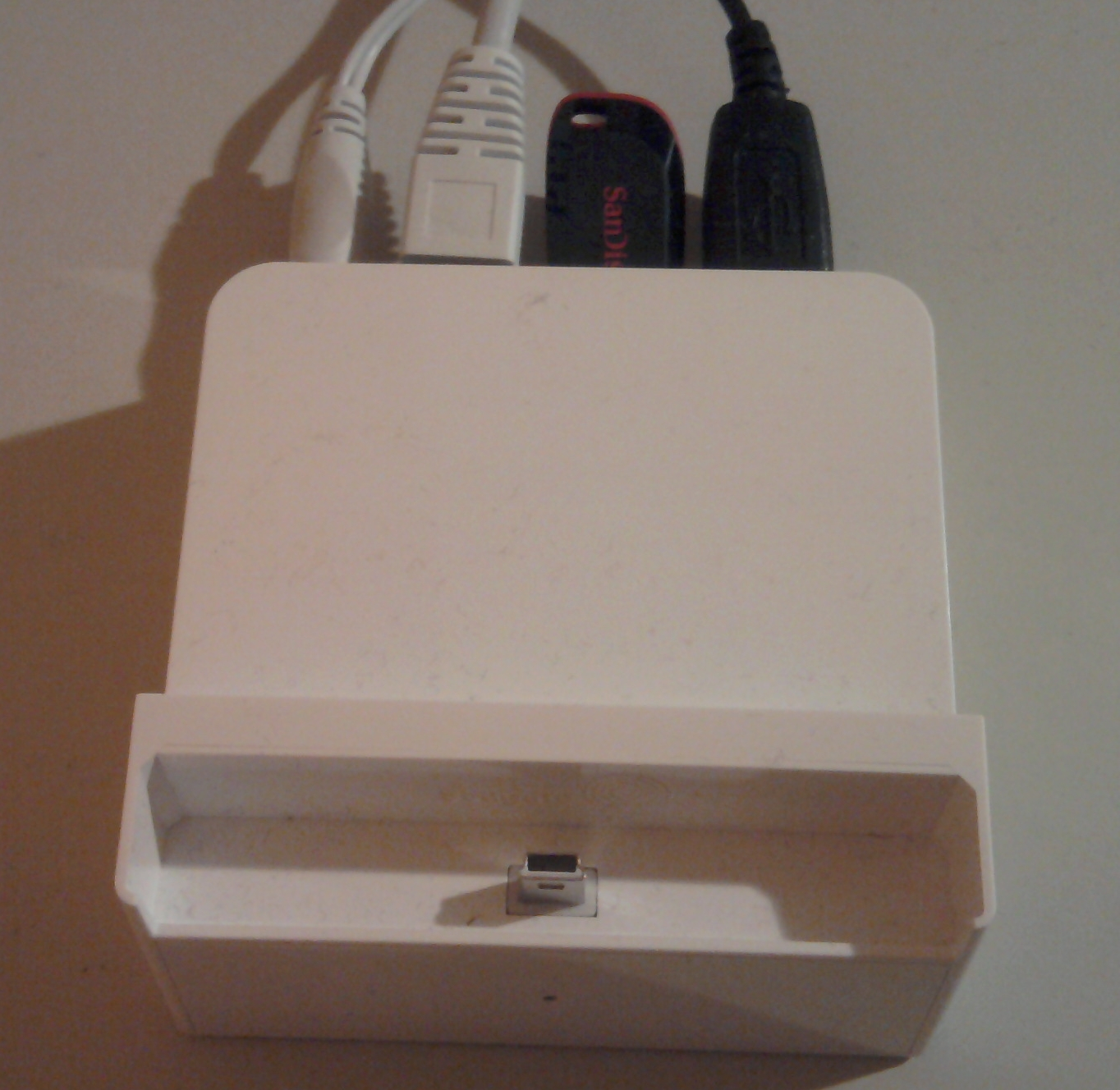
سيجيت دوكستار، حاسوب توصيل يشبه شيفا بلج

حاسوب التوصيل هو خادم حاسوبي صغير الحجم مصمم للاستخدام في المنزل أو المكتب. والاسم مشتق من عامل الشكل صغير الحجم لهذه الأجهزة: تشمل أجهزة الحاسوب الخاصة بالتوصيل دائمًا مقبس طاقة التيار المتردد أو موائم التيار المتردد.
ونظرًا لأنها مناسبة لتشغيل خادم الوسائط وخدمات النسخ الاحتياطي ومشاركة الملفات ووظائف الوصول عن بُعد، يمكن استخدام هذه الأجهزة كجسرٍ يصل بين البروتوكولات المنزلية، مثل تحالف الشبكة الرقمية الحية (DLNA) وكتلة رسالة الخادم (SMB) والخدمات القائمة على السحابة.
عادةً ما تستهلك أجهزة حاسوب التوصيل طاقة قليلة، وهي رخيصة الثمن. ويشير أحد مصنعي أجهزة حاسوب التوصيل أن حاسوب التوصيل الخاص به الذي يبلغ سعره 119 دولارًا أمريكيًا يستهلك 1.2 واط ويمكن أن يكلف تشغيله دولارين في العام. وقد أدى انخفاض تكلفة أجهزة حاسوب التوصيل إلى تصنيع خادم «فريدوم بوكس» (Freedom Box) المقترح، وهو خادم منزلي قيد التشغيل دائمًا تمت تهيئته للحفاظ على خصوصية الاتصال في مواجهة الرقابة الحكومية.

## معلومات تاريخية
بدأ عدد من الأجهزة الأخرى صغيرة الحجم كهذه في الظهور في معرض الإلكترونيات الاستهلاكية لعام 2009م.[بحاجة لمصدر]
- في 6 من يناير عام 2009م، قامت شركة ستيرا نتوركس بطرح جهاز يطلق عليه كلاود بلج (Cloudplug) يوفر نسخًا احتياطيًا عبر الإنترنت بسرعات القرص المحلي ويغطي خدمة مشاركة الملفات.[3] يقوم الجهاز أيضًا بتحويل أي محرك أقراص يو إس بي إلى جهاز تخزين مرفق بالشبكة.[4]
- في 7 من يناير عام 2009م، كشفت شركة «كلاود إنجاينز» النقاب عن خادم الوصول للشبكة بوجوبلج (Pogoplug).[5][6][7]
- في 8 من يناير عام 2009م، أعلنت شركة «أكسنترا» عن إتاحة نظامها الأساسي هيبسيرف (HipServ).[8]
- في 23 من يناير عام 2009م، أعلنت مجموعة مارفل للتكنولوجيا عن خططها لبناء صناعة صغيرة تقوم على أجهزة حاسوب التوصيل.[9][10]
- في 19 من أغسطس عام 2009م، أعلنت شركة «كودلاث» عن إتاحة خادمها للوصول للشبكة المعروف باسم تونيدوبلج (TonidoPlug).[11]
- في 13 من نوفمبر عام 2009م، قامت شركة «كوادأكسيس» بطرح خط إنتاجها لجهاز الحوسبة بالتوصيل وتطوير نظامها الأساسي، والذي يتميز بكل من كوادبلج (QuadPlug) وكوادبيسي (QuadPC)، الذي يعمل بنظام تشغيل «كوادميكس»، وهو الإصدار المعدّل من «لينوكس».[12]
- في 5 من يناير عام 2010م، أعلنت شركة «إيوميجا» عن خادمها للوصول للشبكة المعروف باسمآي كونيكت (iConnect).[13]
- في 7 من يناير عام 2010م، طرحت شركة ببكسنسب جهازها لحوسبة التوصيل تحت اسم سيبجاك (sipJack) الذي يعمل بنظام التشغيل ببكسنسب: نظام أساسي لاتصالات IP.[14]